# Пейрис, Ашчарья
Наяна Ашчарья Пейрис Джаякоди (синг. නයන අෂ්චර්යා පීරීස් ජයකොඩි), также известная как Ашчарья Пейрис — слепой шри-ланкийский модельер и мотивационный спикер. Она является первым в стране модельером с нарушениями зрения и работает в дизайнерском бренде Christina Glory. Она потеряла зрение в результате взрыва бомбы-смертника в 2000 году. Ашчарья была единственной женщиной из Шри-Ланки, включённой BBC в список 100 вдохновляющих и влиятельных женщин со всего мира на 2019 год.

## Карьера
После завершения начального образования в Devi Balika Vidyalaya, Ашчарья получила диплом по английскому языку в Уорикском университете. После окончания учёбы она работала банкиром в банке HSBC (Hong Kong & Shanghai Business Corporation).
Жизнь Пейрис кардинально изменилась после того, как она стала жертвой взрыва бомбы террориста-смертника, предположительно из организации Тигры освобождения Тамил-Илама, в марте 2000 года в Раджагирии, когда она ехала домой из банка, управляя автомобилем. Она потеряла зрение в результате взрыва, в результате которого почти 21 человек был убит и 47 человек получили ранения. Однако она чудом выжила при взрыве.
Пейрис сменила карьеру и начала работать модельером, основав в 2016 году дизайнерский бренд Christina Glory. Бренд также участвовал в Неделе моды Цейлона. В 2014 году она участвовала в конкурсе UP and Coming Fashion Designer в Шри-Ланке, где стала одним из финалистов.
В 2017 году она была включена в список 10 самых выдающихся женщин Шри-Ланки по версии Independent Television Network, что было приурочено к Международному женскому дню. Она работает волонтёром, помогая армии Шри-Ланки через фонд Arya Foundation. Читает мотивационные речи и лекции для молодых женщин, детей и людей с ограниченными возможностями.